# 久留間健
久留間 健（くるま けん、1932年2月19日 - 2012年4月2日）は、日本の経済学者。立教大学名誉教授。マルクス経済学における金融論、貨幣論専攻。

## 生涯
1932年、兵庫県生まれ。父親は元法政大学教授でマルクス経済学者の久留間鮫造。1956年、横浜国立大学経済学部卒業。1959年、法政大学大学院社会科学研究科修士課程修了。1962年、立教大学大学院経済学研究科博士課程単位取得退学。
立教大学経済学部助手（1962年4月-1964年3月）、専任講師（1964年4月-1968年3月）、助教授（1968年4月-1978年3月）を経て立教大学経済学部教授（1978年4月-1997年3月）。この間、1987年より2年間、経済学部長を務める。1997年定年退職、7月、立教大学名誉教授。
経済理論学会所属。「九条の会」の賛同者である。

## 主な著書
- 『信用論研究入門』（信用理論研究会編、インフレーションの部編集責任者、有斐閣、1981年）
- 『現代経済と金融の空洞化』（共編、有斐閣、1987年）
- 『現代金融の制度と理論』（共編、大月書店、1992年）
- 『貨幣・信用論と現代 不換制の理論』（大月書店、2000年）
- 『資本主義は存続できるか 成長至上主義の破綻』（大月書店、2003年）